# Chalvignac
Chalvignac (okzitanisch: Chalvinhac) ist eine französische Gemeinde mit 457 Einwohnern (Stand: 1. Januar 2022) im Département Cantal in der Region Auvergne-Rhône-Alpes; sie gehört zum Arrondissement Mauriac und zum Kanton Mauriac.

## Geographie
Chalvignac liegt in den nordwestlichen Ausläufern des Monts-du-Cantal-Massivs, etwa 38 Kilometer nordnordwestlich von Aurillac. Der Fluss Dordogne begrenzt die Gemeinde im Westen, an der nördlichen Gemeindegrenze mündet der Labiou in die Dordogne. Umgeben wird Chalvignac von den Nachbargemeinden La Tronche und Neuvic im Norden, Arches im Norden und Nordosten, Sourniac im Nordosten, Le Vigean im Osten, Mauriac im Osten und Südosten, Chaussenac im Süden, Pleaux im Süden und Südwesten sowie Soursac im Westen.

## Bevölkerungsentwicklung
| Jahr                       | 1962 | 1968 | 1975 | 1982 | 1990 | 1999 | 2008 | 2017 |
| Einwohner                  | 682  | 818  | 610  | 580  | 525  | 497  | 426  | 470  |
| Quellen: Cassini und INSEE |      |      |      |      |      |      |      |      |

## Persönlichkeiten
- Catherine Jarrige (1754–1836), dominikanische Tertiarin

## Sehenswürdigkeiten
- romanische Kirche Saint-Martin aus dem 15. Jahrhundert
- Burgruine Miremont, Anlage aus dem 13. Jahrhundert, seit 1973 Monument historique

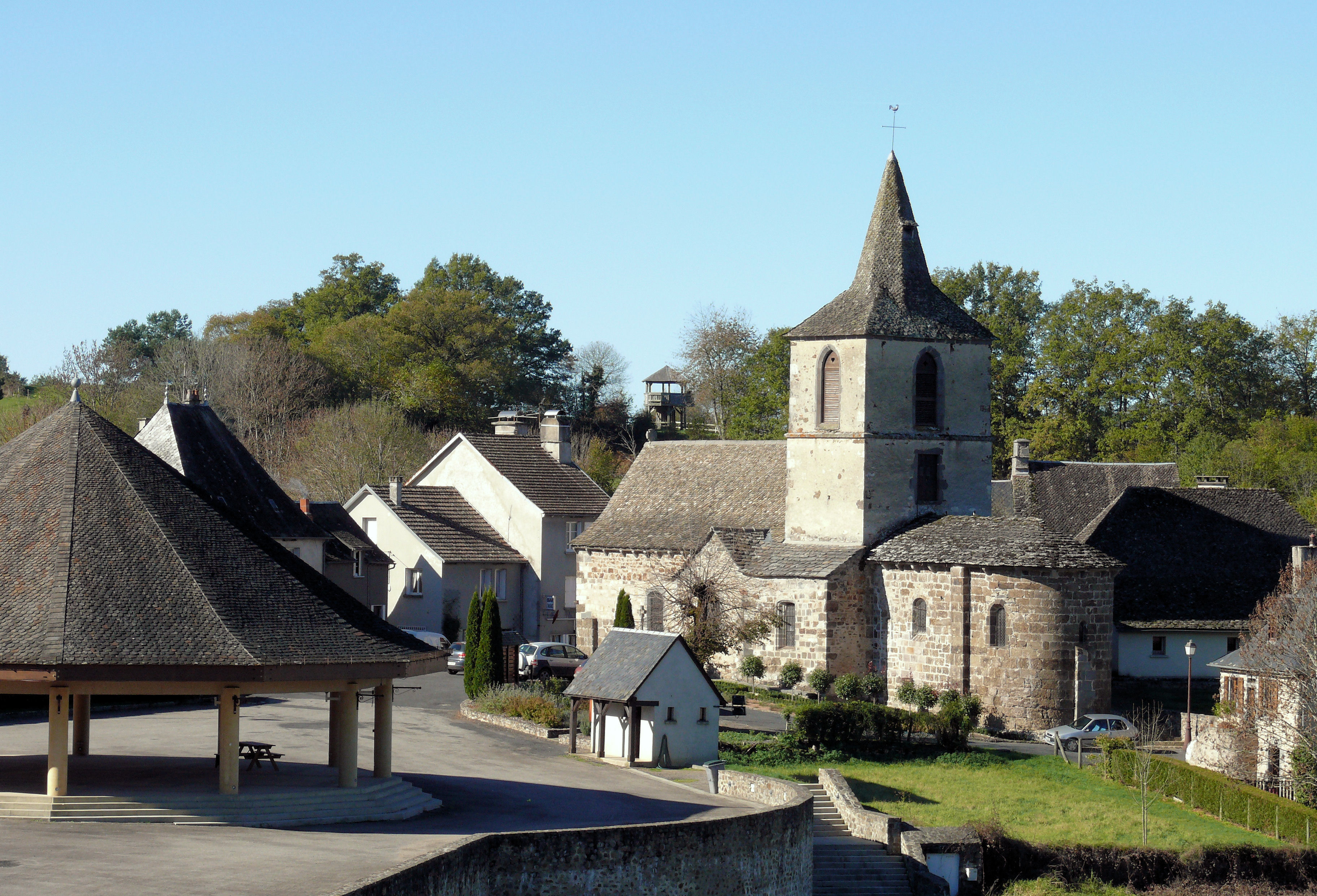
Kirche Saint-Martin